# Nebojte se Internetu
Nebojte se Internetu je český vzdělávací televizní pořad. Jedná se o další osvětový projekt sdružení CZ.NIC, správce národní domény .cz. Jeho cílem je přiblížit Internet a jeho technologie převážně zralejším divákům, kteří na rozdíl od mladé generace novým technologiím často tolik nerozumí, a dokonce mohou mít z jejich používání obavy.

## Účinkující
Hlavními postavami jsou Dana Batulková a Václav Kopta. Ve vedlejších rolích účinkují Kristýna Leichtová, Stanislava Jachnická, Roman Zach, Sandra Nováková, Valérie Zawadská, Marek Němec, Oldřich Navrátil, Roman Mrázik, Matouš Ruml a Karel Zima.

## O seriálu
Projekt vznikl na podzim roku 2016, kdy byly všechny epizody rovněž premiérově vysílány na kanálech České televize. Mimo to, jsou všechna tematická videa dostupná na webových stránkách projektu , kde jsou umístěny i doprovodné texty a informace k jednotlivým dílům.

## Forma
Seriál má formou zábavných, několika málo-minutových videí, moderovaných sympatickým starším manželským párem. Projekt je zaměřen nejen na teoretické vzdělávání, ale zároveň i na praktické používání Internetu. Formou rozdělení epizody do dvou částí, kdy byla první část odvysílána prostřednictvím České televize a druhá polovina - rozuzlení epizody - je ke zhlédnutí na webových stránkách projektu.

## Epizody
| Mailová etiketa | Bezpečné chování on-line | On-line nakupování | Sociální sítě         | Výběr správného zařízení |
| On-line platby  | On-line komunikace       | Plánování výletů   | Záložky a vyhledávání | Bezpečná hesla           |

## Ostatní osvětové projekty sdruženíCZ.NIC
Od roku 2012 je možné vzdělávat se se seriálem Jak na Internet, který dosáhl 110 epizod  . V roce 2015 vznikl projekt Nauč tetu na netu, zaměřený na osvětu dětí a mladistvých. Seriál je vysílán na programu ČT :D, anebo je možné jej zhlédnout online, přímo na webových stránkách.